# Красносельское шоссе (Стрельна)
Красносе́льское шоссе — шоссе в посёлке Стрельна Петродворцового района и в Сергиеве Красносельского района Санкт-Петербурга. Проходит от Санкт-Петербургского шоссе до границы с Ленинградской областью в районе развязки с КАД. Далее продолжается Красносельским шоссе поселка Новоселье Ломоносовского района.
В 1830-х годах проложили новую царскую дорогу – шоссе, связавшее по прямой линии Большой Стрельнинский дворец с Красным Селом. Император Николай Павлович распорядился перестроить Кикенки в соответствии с образцовым планом, утверждённым для постройки новых деревень. Каждому владельцу дома для этого была выделена беспроцентная ссуда на 20 лет в размере 1000 рублей. Большие (Старые) Кикенки вдоль шоссе стали называться Новыми, а Малые, оставшийся на старом месте – Старыми Кикенками.
Название шоссе известно с 1844 года и дано по Красному Селу, в которое шоссе вело. В советское время поперек шоссе построили военный аэродром Горелово. В итоге Красносельское шоссе было разорвано, а южная часть в Красном Селе — стала называться Стрельнинским шоссе.
Восточная (четная) сторона Красносельского шоссе расположена в Сергиеве Красносельского района. По сути, это самостоятельный проезд со своей нумерацией, начинающийся от Балтийской железной дороги до границы с Ленинградской областью.
10 июня 2006 года на месте переезда через Балтийскую железную дорогу был открыт Сергиевский путепровод.